# ويليام مورغان (سياسي)
ويليام مورغان هو سياسي كندي، ولد في 8 ديسمبر 1848 في كندا. حزبياً، نشط في حزب أونتاريو المحافظ التقدمي. وقد انتخب عضو برلمان مقاطعة أونتاريو عن دائرة Norfolk South (federal electoral district) ‏ (5 يونيو 1879 – 26 أبريل 1890).